# نیو میلفورد (نیوجرسی)
نیو میلفورد (به انگلیسی: New Milford) شهری در ایالت نیوجرسی کشور ایالات متحده آمریکا است که جمعیت آن در سرشماری سال ۲۰۱۰ میلادی، ۱۶٬۳۴۱ نفر بوده‌است.